# Ministre des Affaires étrangères d'Australie
Le ministre des Affaires étrangères (en anglais : Minister for Foreign Affairs) est chargé au sein du gouvernement australien de superviser la diplomatie internationale à la tête du ministère des Affaires étrangères. Selon la pratique internationale, le ministre est souvent désigné de façon informelle par le nom de Foreign Minister (ministre des Affaires étrangères). 

## Histoire
Le portefeuille a existé sans interruption depuis 1901, sauf pendant la période du 14 novembre 1916 au 21 décembre 1921. Avant le 6 novembre 1970, le ministre était connu comme le Minister for External Affairs (ministre des Affaires extérieures). Entre le 24 juillet 1987 et le 24 mars 1993, il était connu sous le nom de Minister for Foreign Affairs and Trade (ministre des Affaires étrangères et du Commerce).
Le ministre est habituellement l'un des membres les plus anciens du Cabinet — sa position est équivalente à celle du Secrétaire d'État des États-Unis ou au secrétaire des Affaires étrangères du Royaume-Uni — comme en témoigne le fait que onze Premiers ministres ont également été ministres des Affaires étrangères.
Le ministre est considéré comme l'une des personnes les plus responsables de la formulation de la politique étrangère de l'Australie, car il est, avec les autres ministres concernés, le conseiller du Premier ministre dans le développement et la mise en œuvre de la politique étrangère et il est également le principal porte-parole du gouvernement pour les questions relatives aux affaires internationales. Ces derniers temps, le ministre s'est engagé dans de nombreux voyages à l'étranger pour rencontrer des représentants étrangers et les chefs d'État ou de gouvernement.
Penny Wong est l'actuelle ministre des Affaires étrangères dans le gouvernement Albanese depuis le 23 mai 2022.

## Liste des ministres australiens des Affaires étrangères
| Nom                     | Parti                         | En fonction | Premier Ministre | Titre officiel                         |
| ----------------------- | ----------------------------- | ----------- | ---------------- | -------------------------------------- |
| Edmund Barton           | Parti protectionniste         | 1901–1903   | Barton           | Minister for External Affairs          |
| Alfred Deakin           | Parti protectionniste         | 1903–04     | Deakin           | Minister for External Affairs          |
| Billy Hughes            | Parti travailliste            | 1904        | Watson           | Minister for External Affairs          |
| George Reid             | Free Trade Party              | 1904–1905   | Reid             | Minister for External Affairs          |
| Alfred Deakin           | Parti libéral du Commonwealth | 1905–1908   | Deakin           | Minister for External Affairs          |
| Lee Batchelor           | Parti travailliste            | 1908–09     | Fisher           | Minister for External Affairs          |
| Littleton Groom         | Parti protectionniste         | 1909–10     | Deakin           | Minister for External Affairs          |
| Lee Batchelor           | Parti travailliste            | 1910–11     | Fisher           | Minister for External Affairs          |
| Josiah Thomas           | Parti travailliste            | 1911–13     | Fisher           | Minister for External Affairs          |
| Patrick Glynn           | Parti libéral du Commonwealth | 1913–14     | Cook             | Minister for External Affairs          |
| John Arthur             | Parti travailliste            | 1914        | Fisher           | Minister for External Affairs          |
| Hugh Mahon              | Parti travailliste            | 1914–15     | Fisher           | Minister for External Affairs          |
| Hugh Mahon              | Parti travailliste            | 1915–1916   | Hughes           | Minister for External Affairs          |
| Billy Hughes            | Parti nationaliste            | 1921–23     | Hughes           | Minister for External Affairs          |
| Stanley Bruce           | Parti nationaliste            | 1923–29     | Bruce            | Minister for External Affairs          |
| James Scullin           | Parti travailliste            | 1929–32     | Scullin          | Minister for External Affairs          |
| John Latham             | Parti United Australia        | 1932–1934   | Lyons            | Minister for External Affairs          |
| Sir George Pearce       | Parti United Australia        | 1934–37     | Lyons            | Minister for External Affairs          |
| Billy Hughes            | Parti United Australia        | 1937–39     | Lyons            | Minister for External Affairs          |
| Billy Hughes            | Parti United Australia        | 1939        | Page             | Minister for External Affairs          |
| Sir Henry Somer Gullett | Parti United Australia        | 1939–40     | Menzies          | Minister for External Affairs          |
| John McEwen             | Country Party                 | 1940        | Menzies          | Minister for External Affairs          |
| Frederick Stewart       | Parti United Australia        | 1940–41     | Menzies          | Minister for External Affairs          |
| Frederick Stewart       | Parti United Australia        | 1941        | Fadden           | Minister for External Affairs          |
| Dr. Herbert Vere Evatt  | Parti travailliste            | 1941–45     | Curtin           | Minister for External Affairs          |
| Dr. Herbert Vere Evatt  | Parti travailliste            | 1945        | Forde            | Minister for External Affairs          |
| Dr. Herbert Vere Evatt  | Parti travailliste            | 1945–49     | Chifley          | Minister for External Affairs          |
| Percy Spender           | Parti libéral                 | 1949–51     | Menzies          | Minister for External Affairs          |
| Richard Casey           | Parti libéral                 | 1951–60     | Menzies          | Minister for External Affairs          |
| Robert Menzies          | Parti libéral                 | 1960–61     | Menzies          | Minister for External Affairs          |
| Sir Garfield Barwick    | Parti libéral                 | 1961–64     | Menzies          | Minister for External Affairs          |
| Paul Hasluck            | Parti libéral                 | 1964–66     | Menzies          | Minister for External Affairs          |
| Paul Hasluck            | Parti libéral                 | 1966–67     | Holt             | Minister for External Affairs          |
| Paul Hasluck            | Parti libéral                 | 1967–68     | McEwen           | Minister for External Affairs          |
| Paul Hasluck            | Parti libéral                 | 1968–69     | Gorton           | Minister for External Affairs          |
| Gordon Freeth           | Parti libéral                 | 1969        | McMahon          | Minister for External Affairs          |
| William McMahon         | Parti libéral                 | 1969–70     | McMahon          | Minister for External Affairs          |
| William McMahon         | Parti libéral                 | 1970–71     | McMahon          | Minister for Foreign Affairs           |
| Leslie Bury             | Parti libéral                 | 1971        | McMahon          | Minister for Foreign Affairs           |
| Nigel Bowen             | Parti libéral                 | 1971–72     | McMahon          | Minister for Foreign Affairs           |
| Gough Whitlam           | Parti travailliste            | 1972–1973   | Whitlam          | Minister for Foreign Affairs           |
| Don Willesee            | Parti travailliste            | 1973–75     | Whitlam          | Minister for Foreign Affairs           |
| Andrew Peacock          | Parti libéral                 | 1975–80     | Fraser           | Minister for Foreign Affairs           |
| Tony Street             | Parti libéral                 | 1980–83     | Fraser           | Minister for Foreign Affairs           |
| Bill Hayden             | Parti travailliste            | 1983–87     | Hawke            | Minister for Foreign Affairs           |
| Bill Hayden             | Parti travailliste            | 1987–88     | Hawke            | Minister for Foreign Affairs and Trade |
| Gareth Evans            | Parti travailliste            | 1988–1991   | Hawke            | Minister for Foreign Affairs and Trade |
| Gareth Evans            | Parti travailliste            | 1991–93     | Keating          | Minister for Foreign Affairs and Trade |
| Gareth Evans            | Parti travailliste            | 1993–96     | Keating          | Minister for Foreign Affairs           |
| Alexander Downer        | Parti libéral                 | 1996–2007   | Howard           | Minister for Foreign Affairs           |
| Stephen Smith           | Parti travailliste            | 2007–2010   | Rudd             | Minister for Foreign Affairs           |
| Stephen Smith           | Parti travailliste            | 2010        | Gillard          | Minister for Foreign Affairs           |
| Kevin Rudd              | Parti travailliste            | 2010–2012   | Gillard          | Minister for Foreign Affairs           |
| Bob Carr                | Parti travailliste            | 2012-2013   | Rudd             | Minister for Foreign Affairs           |
| Julie Bishop            | Parti libéral                 | 2013–2018   | Abbott           | Minister for Foreign Affairs           |
| Julie Bishop            | Parti libéral                 | 2013–2018   | Turnbull         | Minister for Foreign Affairs           |
| Marise Payne            | Parti libéral                 | 2018-2022   | Morrison         | Minister for Foreign Affairs           |
| Penny Wong              | Parti travailliste            | depuis 2022 | Albanese         | Minister for Foreign Affairs           |